# Ожеховский, Мариан
Мариан Одон Ожеховский (пол. Marian Odon Orzechowski; 24 октября 1931, Радом — 29 июня 2020, Вроцлав) — польский политик, историк и политолог, идеолог ПОРП, член партийно-государственного руководства ПНР. В 1980-х — член политбюро, секретарь ЦК ПОРП, министр иностранных дел ПНР. С конца 1980-х — представитель реформаторского направления в ПОРП, участник „Круглого стола“, один из учредителей «Социал-демократии Республики Польша».

## Начальная биография и образование
В 1950 окончил среднюю школу во Вроцлаве. Окончил Вроцлавский университет, в 1955 проходил также обучение в Ленинградском госуниверситете. В 1964 защитил докторскую диссертацию на факультете философии и истории Вроцлавского университета. Специализировался на политической истории, особенно истории Силезии и Тешинской Силезии.
В 1969–1972 – директор Института политических наук. С 1971 – доцент, в 1972–1975 являлся ректором Вроцлавского университета. С 1977 – профессор политологии. Долгое время был членом редколлегии ежеквартального издания ЦК ПОРП «Z Pola Walki». В 1980-е годы также был членом редколлегии ежемесячного журнала, теоретического и политического печатного органа ЦК ПОРП «Nowe Drogi».

## Партийно-идеологическая карьера
Сделал карьеру в идеологическом аппарате правящей ПОРП. С 1947 в Союзе польской молодёжи, с 1952 в ПОРП в 1955. Был членом и секретарём университетского руководства ПОРП. Активно работал в комитетах и комиссиях Вроцлавского воеводского комитета ПОРП. В 1976–1979 был членом Центральной квалификационной комиссии по подготовке научных кадров при канцелярии премьер-министра. С 1977 был членом комитета по политической науке Польской академии наук.
С июля 1981 член ЦК ПОРП, член комиссии по выяснению причин и хода социальных конфликтов в истории Польши, позднее также член комиссии по изучению истории польского рабочего движения. Как один из идеологов партии, в 1980–1981 активно участвовал в противоборстве ПОРП с профсоюзом «Солидарность», занимая при этом жёсткую позицию:

Если противник не прислушивается к силе аргументов, мы должны использовать аргументы нашей силы.

В октябре 1981, в преддверии силового столкновения, занял пост секретаря ЦК ПОРП по идеологии. Являлся одним из идеологов военно-партийного режима, установленного 13 декабря 1981. Этот пост оставил в ноябре 1983, при отмене военного положения в стране. В 1982 году был избран в президиум Временного национального совета Патриотического движения за национальное возрождение, был его генеральным секретарем, а затем занимал ту же должность в Национальном совете движения.
В 1984–1986 – ректор Академии общественных наук при ЦК ПОРП. В 1985 занял пост министра иностранных дел ПНР в правительстве Збигнева Месснера и оставался в должности до 1988. С 1986 член политбюро ЦК ПОРП, с июня 1988 – вновь секретарь ЦК и председатель идеологической комиссии ЦК.

## Смена курса
Со второй половины 1980-х, на фоне перестройки в СССР, начал менять свой политический имидж. По-прежнему позиционируясь как сторонник жёсткой линии, он постепенно дистанцировался от консервативного «партийного бетона» (эту группу в руководстве страны олицетворял, в частности, его предшественник в МИД Стефан Ольшовский), поддерживал реформистские установки генерала Войцеха Ярузельского. Осенью 1988 поддержал курс Ярузельского–Кищака на компромиссы с «Солидарностью».
В 1988 стал также членом почётного комитета по празднованию 40-летия объединительного съезда Польской рабочей партии (ПРП) и создания Польской объединенной рабочей партии. 
На пленуме ЦК ПОРП, состоявшемся в декабре 1988 – январе 1989, решительно выступил за переговоры с оппозицией, и этим укрепил свои позиции в окружении Ярузельского. После отстранения ортодокса Тадеуша Порембского стал главой комиссии политбюро и ЦК ПОРП по вопросам образования.
В феврале – апреле 1989 принимал участие в „Круглом столе“ с оппозицией. Сыграл заметную роль в достижении договорённостей о политических реформах – введении института президентства, легализации «Солидарности», допущении оппозиции к «полусвободным» выборам. Цель руководства ПОРП при этом заключалась в предотвращении массовых забастовок и разделении с оппозицией ответственности за непопулярные меры в социально-экономической политике.
На парламентских выборах в июне 1989 Ожеховскому, в отличие от многих других представителей руководства ПОРП, удалось избраться в сейм. Баллотируясь от Кошалинского округа, он значительно опередил представителя консервативного крыла партии Казимежа Цыпрыняка. Помимо имиджевого выигрыша, ему помогло отсутствие его фамилии в так называемом «национальном выборном списке», утверждённом руководством ПОРП, который избиратели подвергли обструкции. Однако в целом выборы продемонстрировали массовую поддержку «Солидарности» и отторжение ПОРП. 
В изменившейся политической ситуации дальнейшее единоличное правление ПОРП становилось невозможным, и в конце августа было сформировано первое некоммунистическое правительство ПНР во главе с Тадеушем Мазовецким. М. Ожеховский возглавил депутатский клуб ПОРП, став последним парламентским руководителем в истории польской компартии. Он всячески демонстрировал понимание новых условий и лояльность новым властям.

## Уход из политики
В январе 1990 XI съезд ПОРП принял решение о самоликвидации партии. М. Ожеховский принял активное участие в учреждении «Социал-демократии Республики Польша», созданной партийными реформаторами на кадровой основе бывшей партии. Некоторое время являлся главным идеологом «пост-ПОРП», выступал с социал-демократических позиций, но не пользовался в обществе пониманием и доверием.
Его политическое влияние основывалось на близости к Ярузельскому, поэтому отход генерала сначала от партийного руководства, а затем от политики вообще, ослабил позиции Ожеховского, который постепенно ушёл из политики.
Он читал лекции в Социальном университете предпринимательства и управления в Лодзи (он также был заведующим кафедрой международных политических отношений и дипломатии в этом университете), Мазовецкой гуманитарно-педагогической школе в Ловиче и Университете финансов и менеджмента в Варшаве. Подготовил более 30 докторов наук.
Скончался 29 июня 2020 года во Вроцлаве и был похоронен на Грабишинском кладбище.

## Некторые сочинения
- Спор о марксистской теории революции = Spór o marksistowską teorię rewolucji. — М.: Прогресс, 1986. — 325 с.
- Ludność polska na Dolnym Śląsku w latach 1918–1939, Wrocław 1960.
- Odra-Nysa Łużycka-Bałtyk w polskiej myśli politycznej okresu drugiej wojny światowej, Wrocław 1969.
- Rewolucja, socjalizm, tradycje, Warszawa 1978.
- Historia Czechosłowacji (в соавторстве), Wrocław 1989.